# Sarcodon imbricatus
Sarcodon imbricatus (Petter Adolf Karsten, 1881), sin. Hydnum imbricatum (Carl von Linné, 1753) ori Sarcodon gracilis (Elias Magnus Fries ex Lucien Quélet, 1886), este o specie de ciuperci comestibile din încrengătura Basidiomycota în familia Bankeraceae și de genul Sarcodon, a cărui nume generic este derivat pe de o parte din cuvintele grecești (greacă σαρκο=carne) și (greacă οδών=spin, țeapăn), pe de alta din cuvântul latin (latină imbricatus=suprapus) pentru epitet. Ea coabitează, fiind un simbiont micoriza (formează micorize pe rădăcinile arborilor). Ciuperca este cunoscută în popor sub numele buretele uliului, porcan sau ciupercă de pâine. Buretele se dezvoltă în România, Basarabia și Bucovina de Nord, crescând în grupuri sau cercuri mari (deseori exemplarele sunt îngrămădite unul în altul), peste tot în păduri de conifere, mai ales pe terenuri uscate și nisipoase sub pini, deseori printre afine precum erica, la deal dar mai mult la munte, din iunie până în noiembrie.

## Descriere

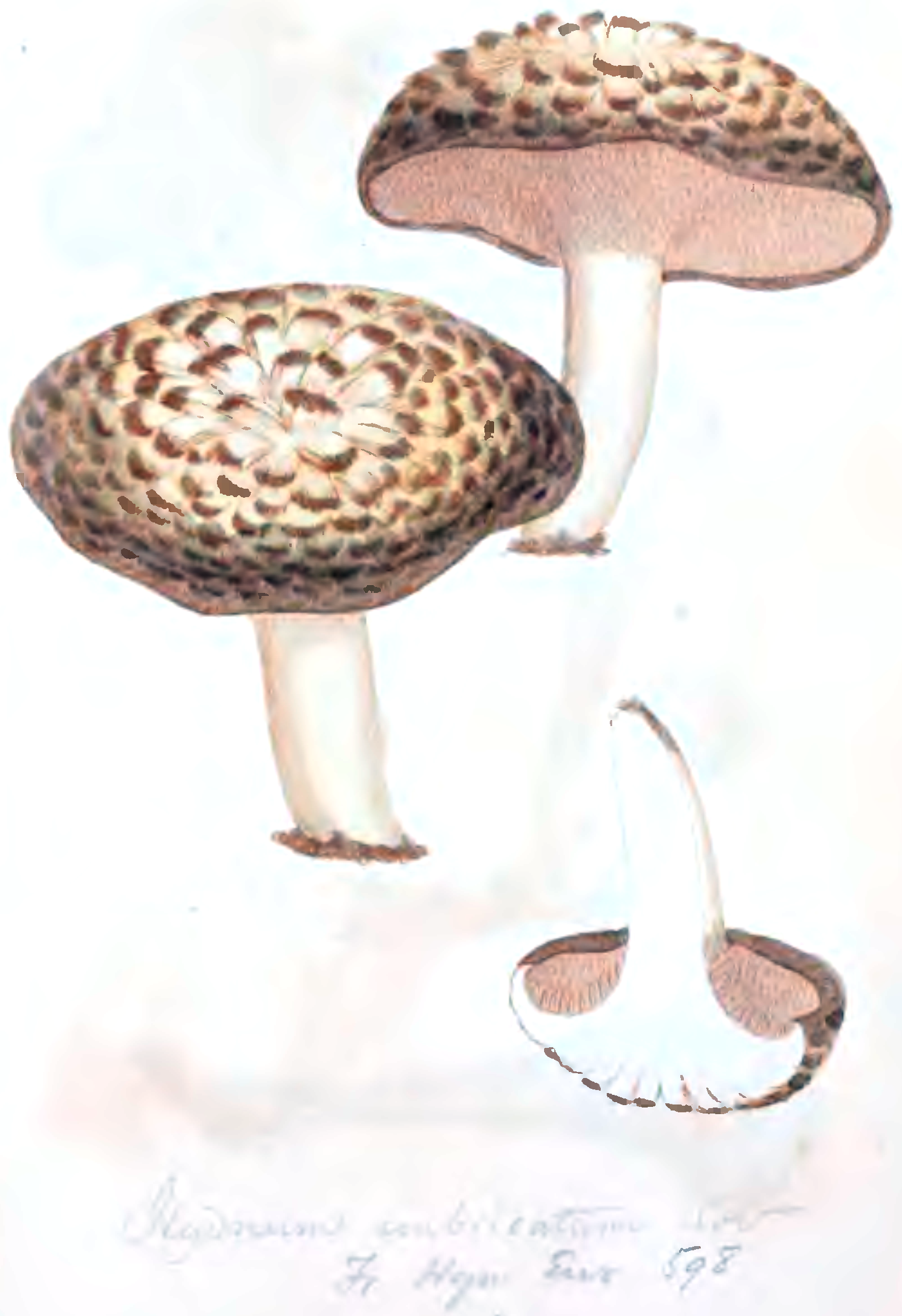

- Pălăria: are un diametru de 6–20 (30) cm și o grosime de 2-5 cm, este cărnoasă, inițial convexă, apoi plată, câteodată ușor adâncită la mijloc. Suprafața este presărată în tinerețe cu fulgi fini, căpătând repede numeroși solzi imbricați, dispuși în cercuri concentrice, mai mari, dar nu astfel de numeroși la centru. Marginea este ondulată și răsucită spre inferior. Coloritul cuticulei este la început gri-brun, apoi brun respectiv maro-funinginos, solzii fiind de culoare brună-violet-negricioasă.
- Himenoforul: nu prezintă lamele ci țepi. Ei au o lungime de 0,5-1 cm, sunt lungi, deși, foarte fragili și decurenți spre picior. Culoarea este la început albicioasă, apoi gri-brună, în sfârșit brună. Țepii pot fi îndepărtați cu ușurință de pălărie.
- Piciorul:  are o înălțime de 5–8 cm și o grosime de 2–4 cm, este destul de scurt dar gros, neted, cilindric, tare și plin, devenind odată cu vârsta gol pe interior. Coloritul este albicios până maroniu deschis.
- Carnea: este tare și ceva fibroasă, fiind de culoare alb-murdară, mai târziu gri-maronie care nu se schimbă după tăiere. Mirosul bureților tineri este foarte aromatic și plăcut, gustul fiind viguros, foarte slab de o amăruie agreabilă. La umezeală și bătrânețe buretele uliului devine mereu dur și amar, cu miros atunci penetrant, fiind năpădit intensiv de viermi.
- Caracteristici microscopice: are spori rotunjori până un pic colțuroși, verucoși, dublu cocoșați, cu o mărime de 5-7,5 x 4,5-6 microni. Pulberea lor este gălbui-brună.[3][4]
- Reacții chimice: Buretele se decolorează cu Hidroxid de potasiu imediat maroniu.[5]

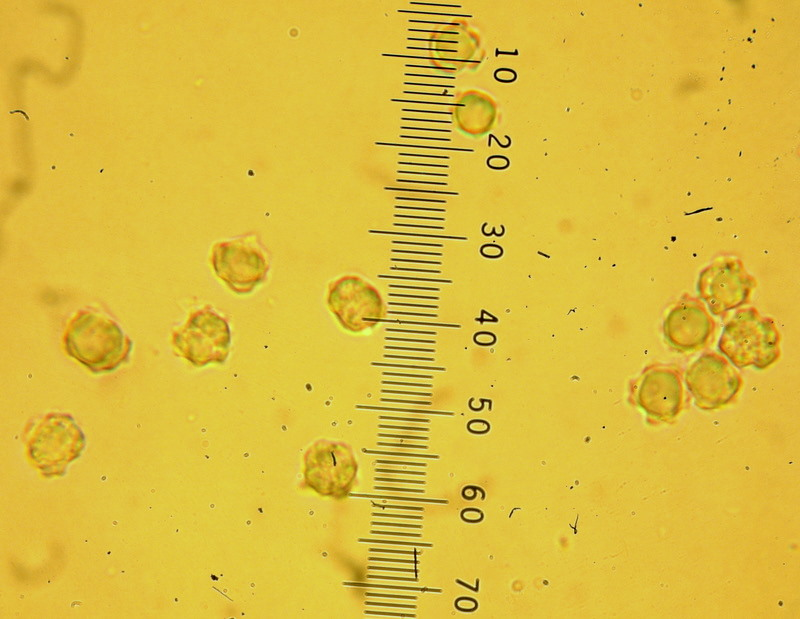
S. Imbricatus,Spori
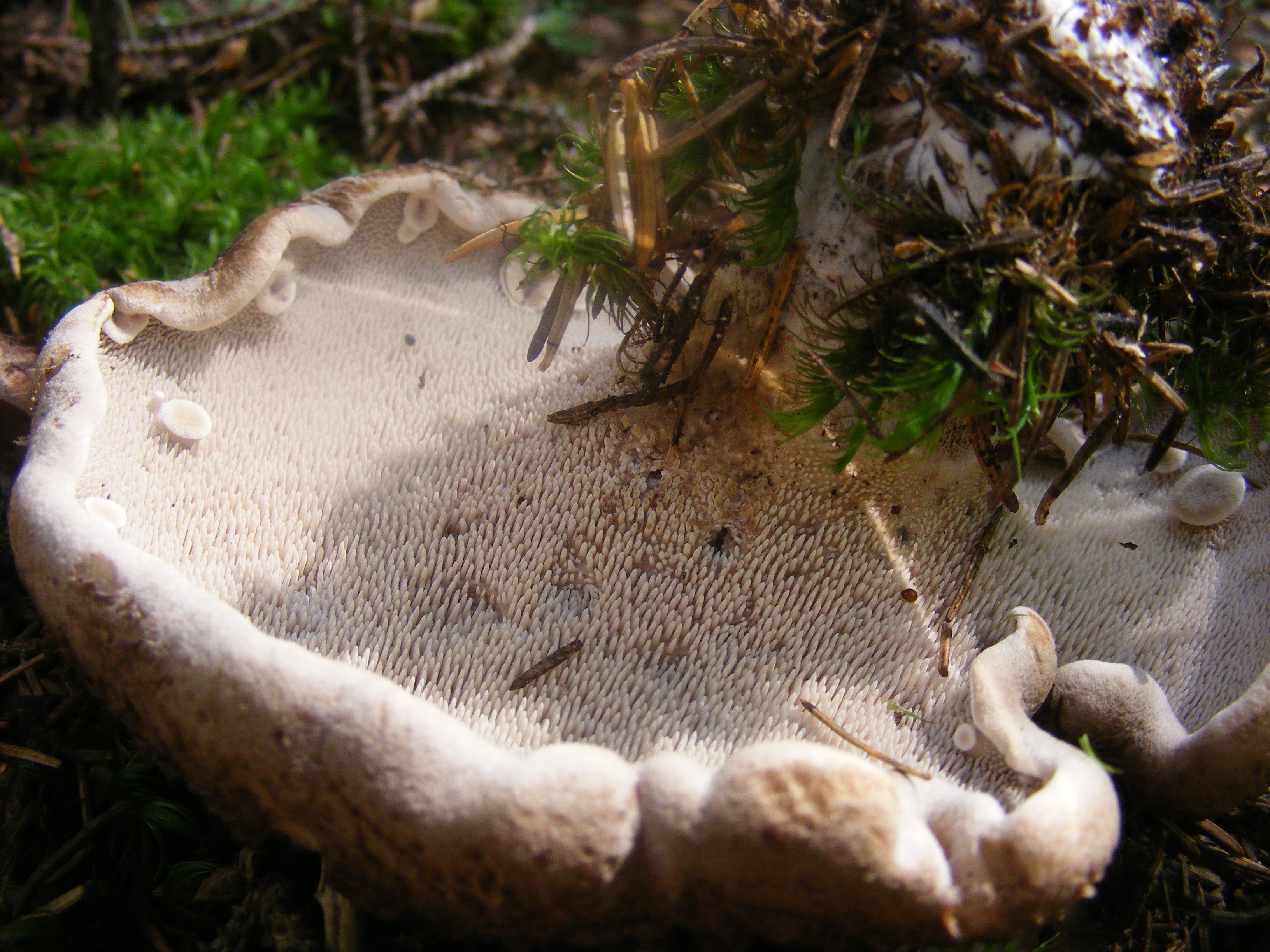
S. Imbricatus, țapi
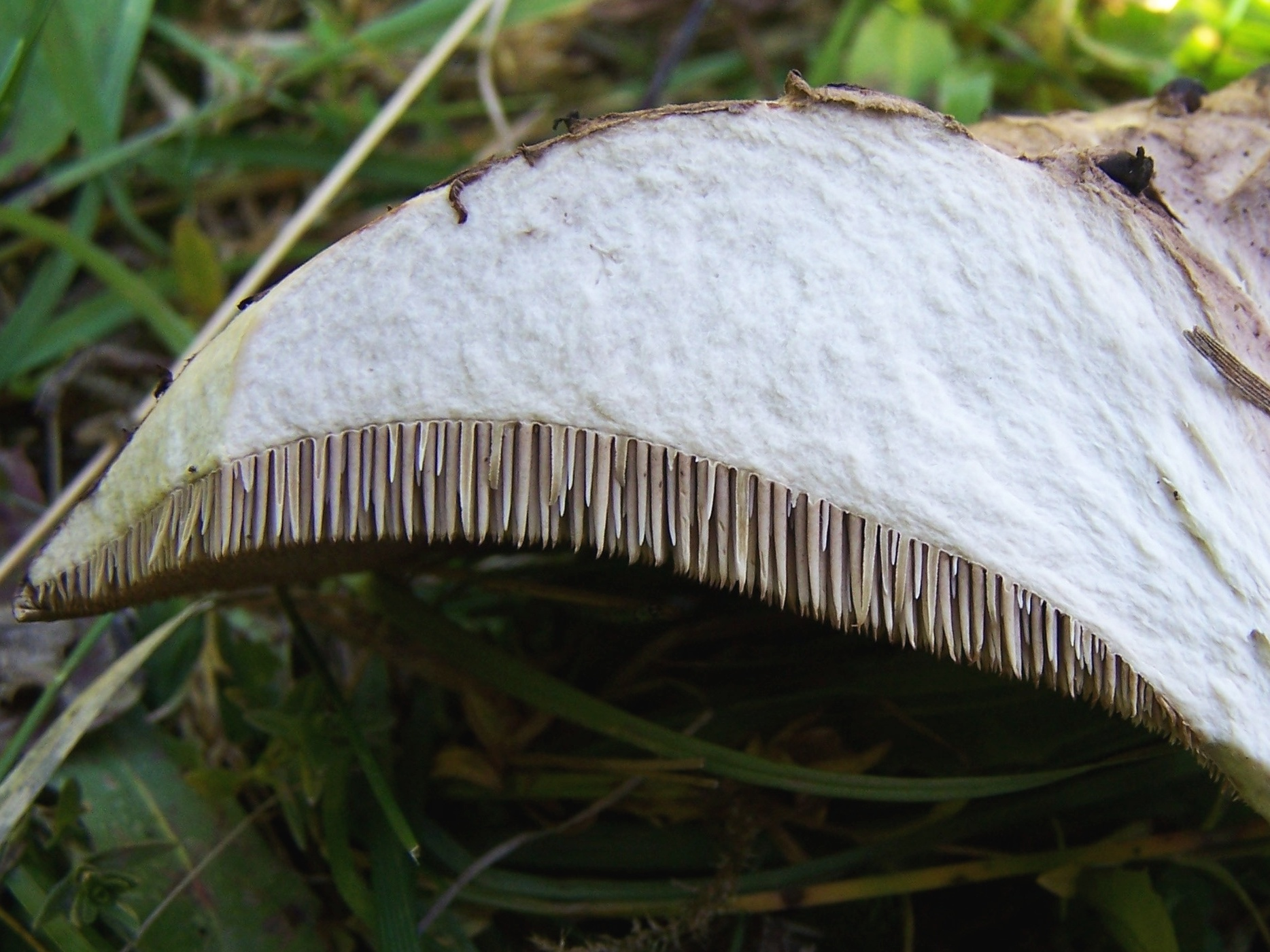
S. imbricatus, țapi în verticală
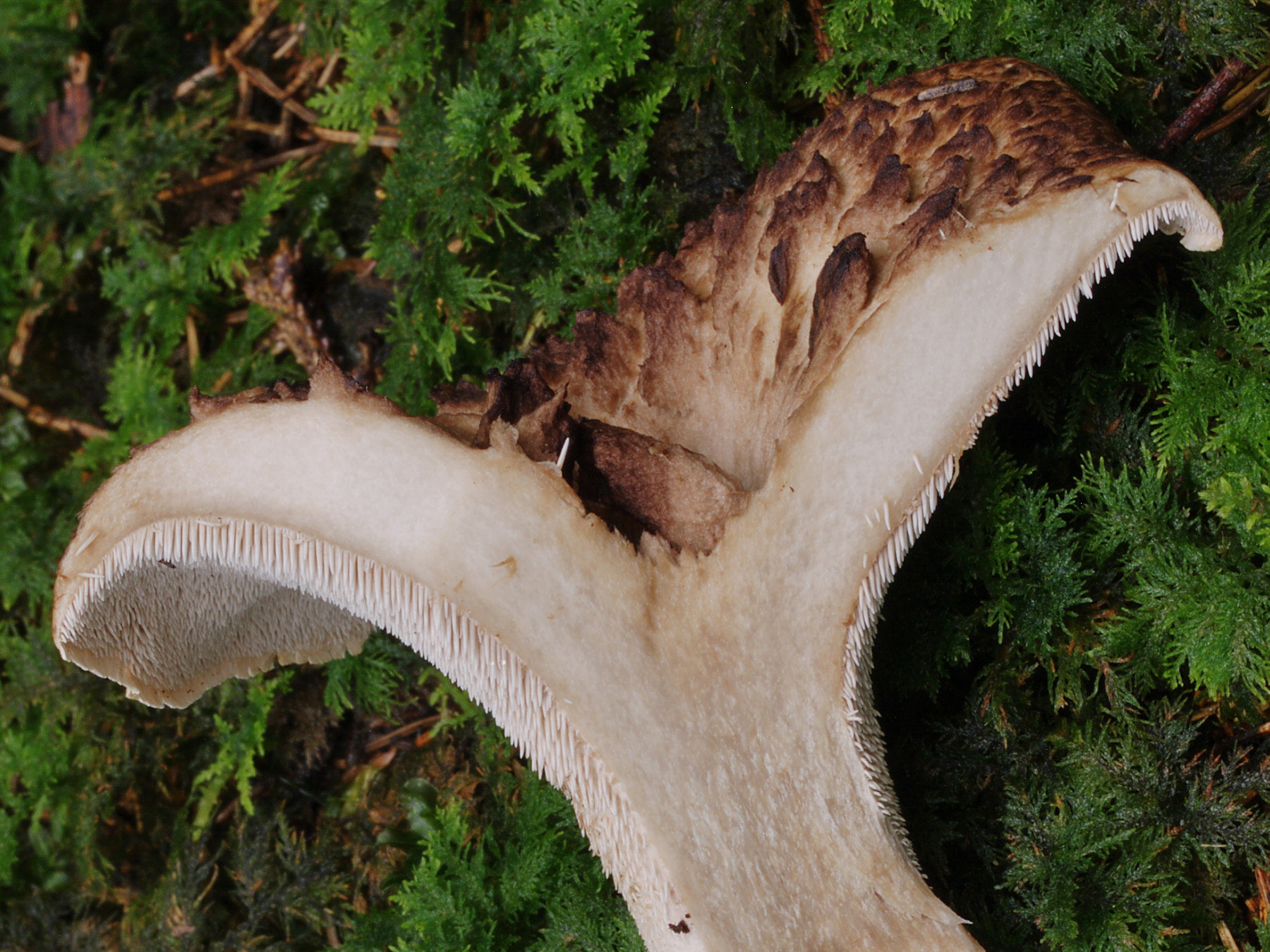
S. imbricatus, secțiune transversală

## Confuzii
Buretele uliului poate fi confundat în primul rând cu dublul său Sarcodon scabrosus (necomestibil, extrem de amar, mai puțin solzos și scămos), mai departe cu Phellodon niger (necomestibil pentru că prea dur, ciupercă sinistră cu carne la sfârșit neagră și țepi gri, foarte rară), Sarcodon amarascens (necomestibil, extrem de amar, baza piciorului albăstriu-negricioasă), Sarcodon badius (de comestibilitate îndoielnică, fiind tare și pielos, are fulgi mari cocoșați și nu imbricați, carnea fiind albicios-gălbuie), Sarcodon fuligineo violaceus (necomestibil, amar cu miros de cicoare prăjită, fără fulgi, carne de roz-vineț), Sarcodon laevigatum (necomestibil, amar cu miros de cicoare prăjită, suprafață netedă și maronie), Sarcodon regalis (necomestibil, ceva amar, miros de făină, în plus note neplăcute, carne gălbuie cu nuanțe roz-violete), Sarcodon (sub)squamosus (amar cu miros imperceptibil, cuticulă păroasă, carnea piciorului galbenă), Sarcodon (Hydnum) versipelle (de comestibilitate inferioară, mai degrabă amar, miros destul de plăcut, dulceag, maroniu, la bazä galben)  sau Strobilomyces strobilaceus sin. Strobilomyces floccopus (comestibil numai tânăr, apoi amar cu picior fibros, are aspect asemănător, dar este o ciupercă cu pori, nu cu țepi).

## Specii asemănătoare

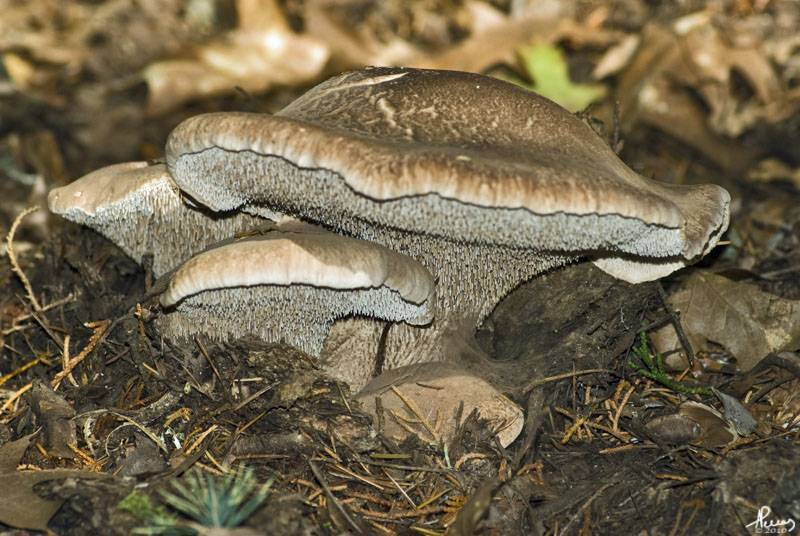
Sarcodon glaucopus
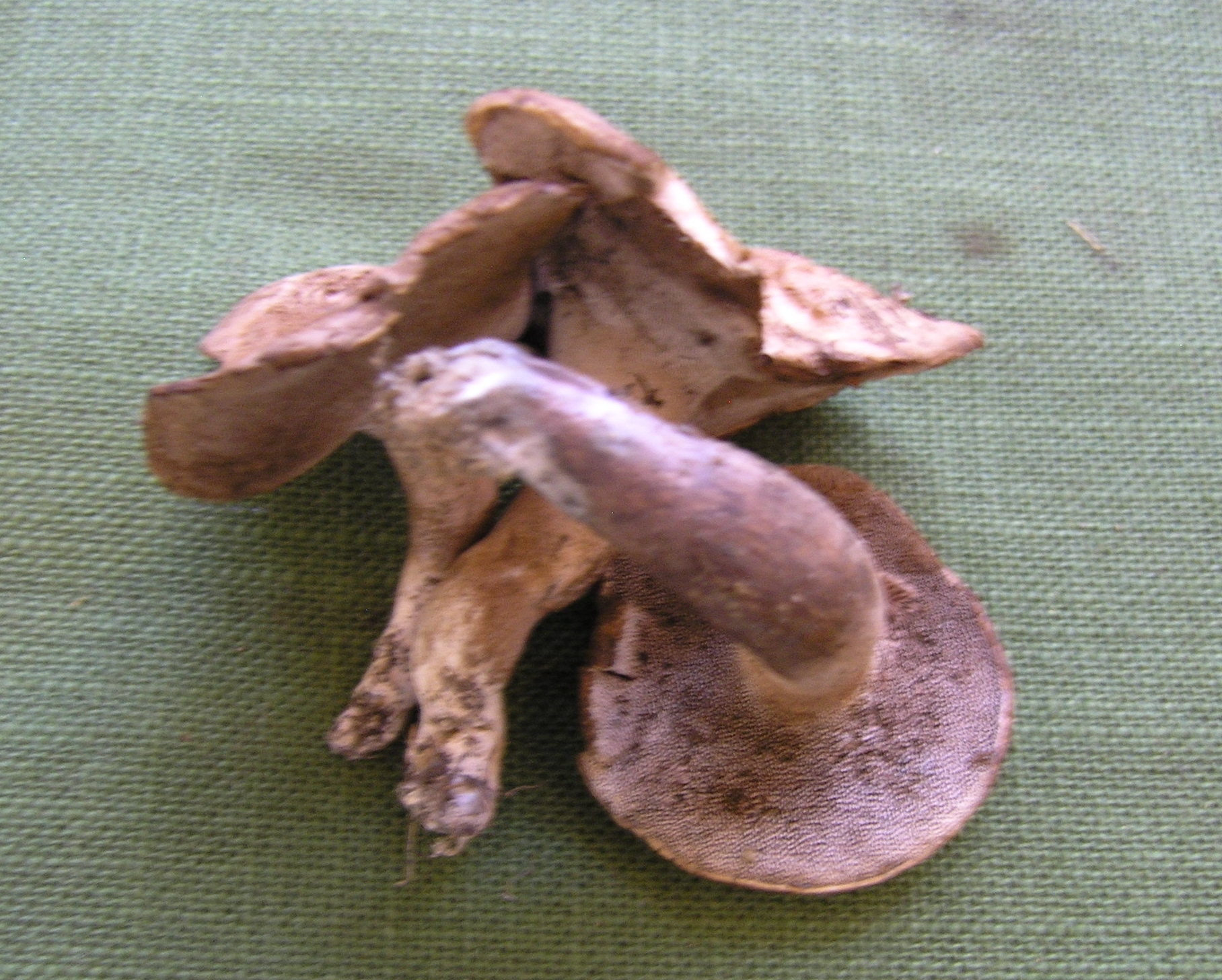
Sarcodon scabrosum
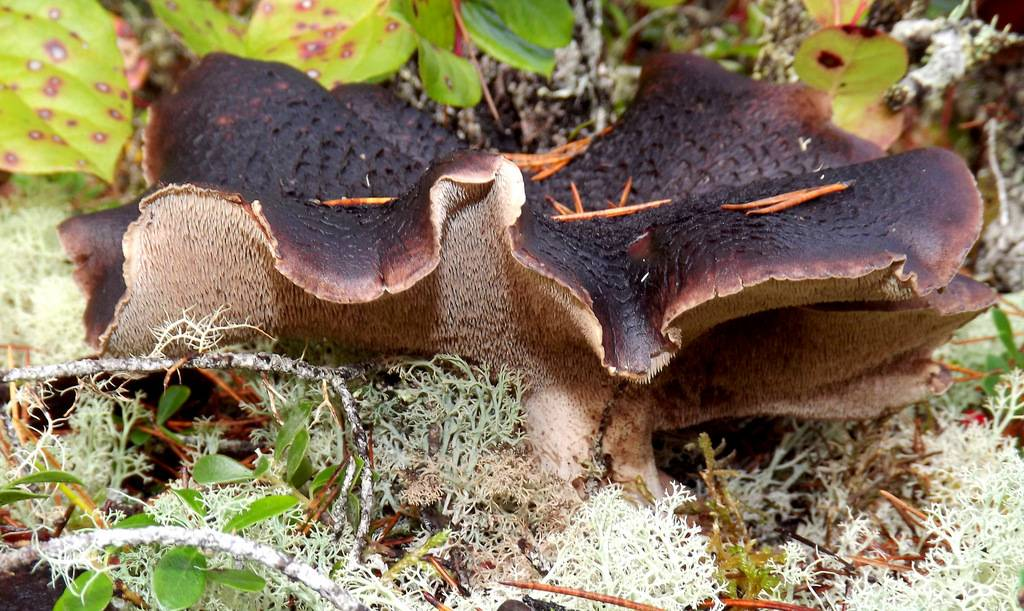
Sarcodon squamosus
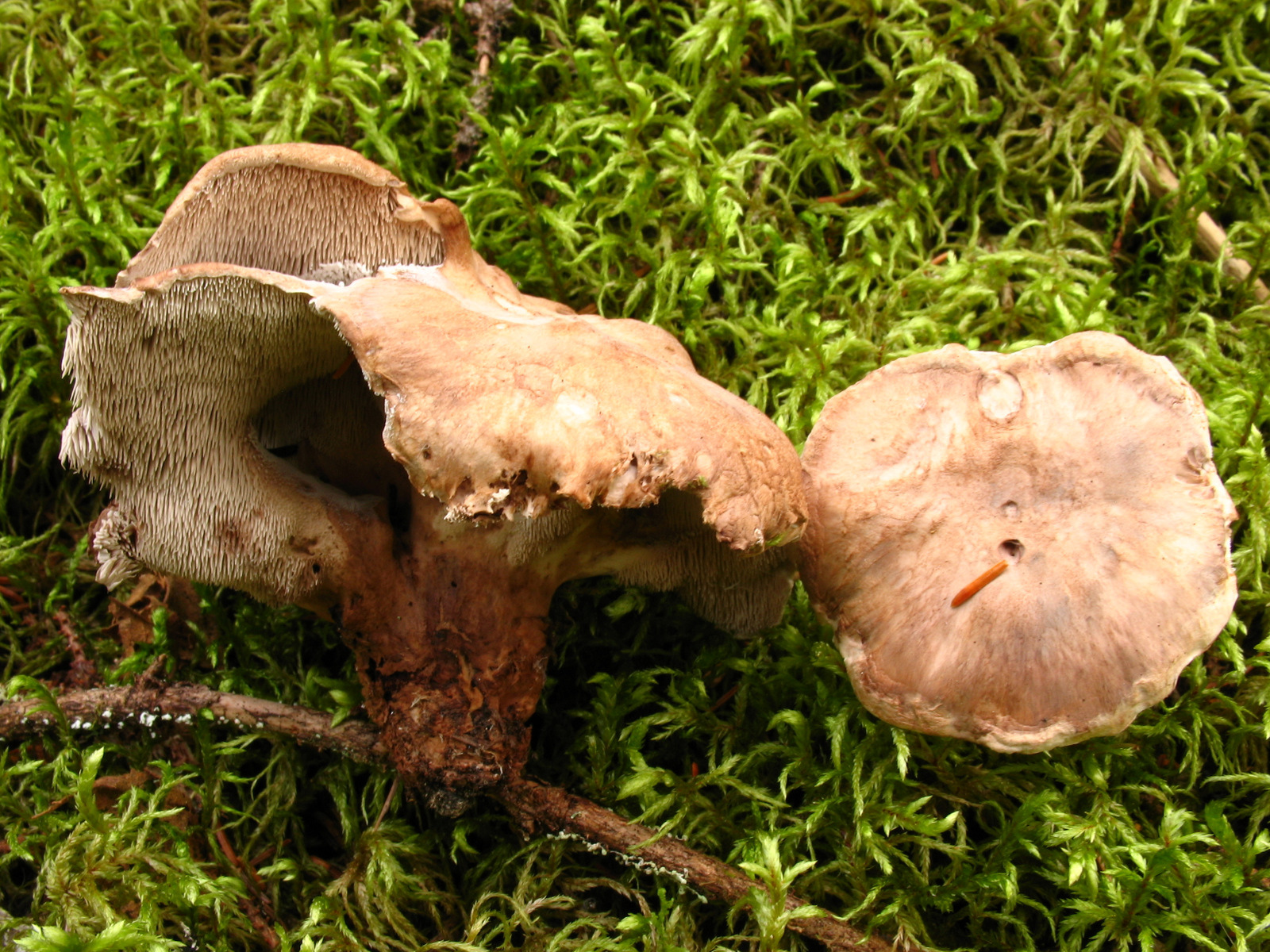
Sarcodon stereosarcinon
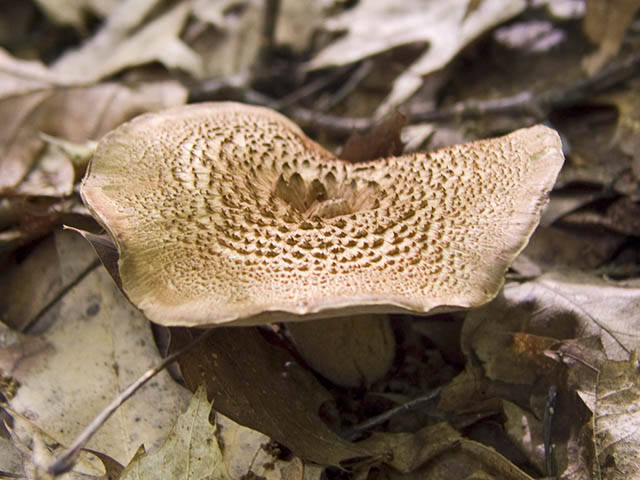
Sarcodon underwoodii
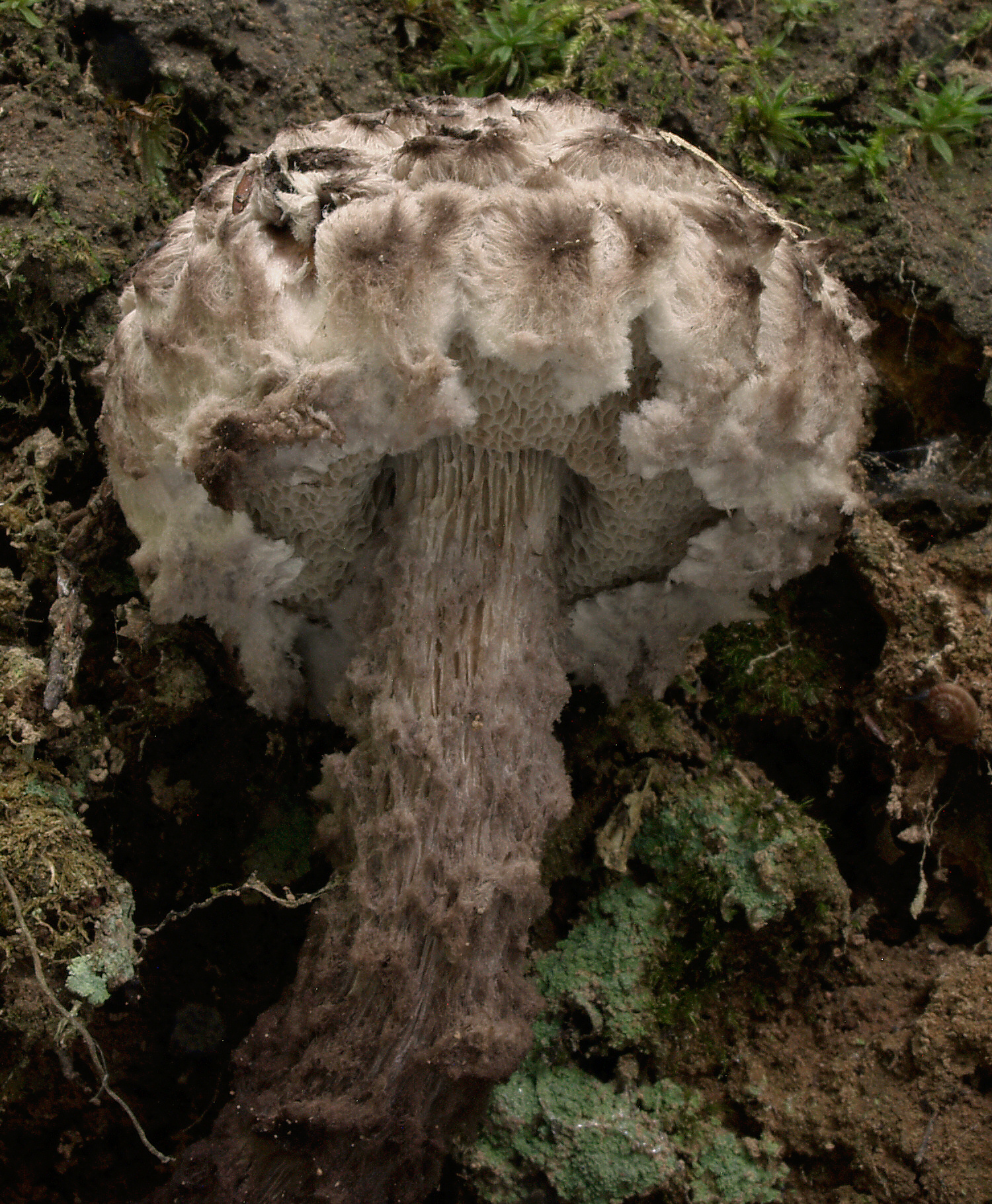
Strobilomyces strobilaceus

## Valorificare

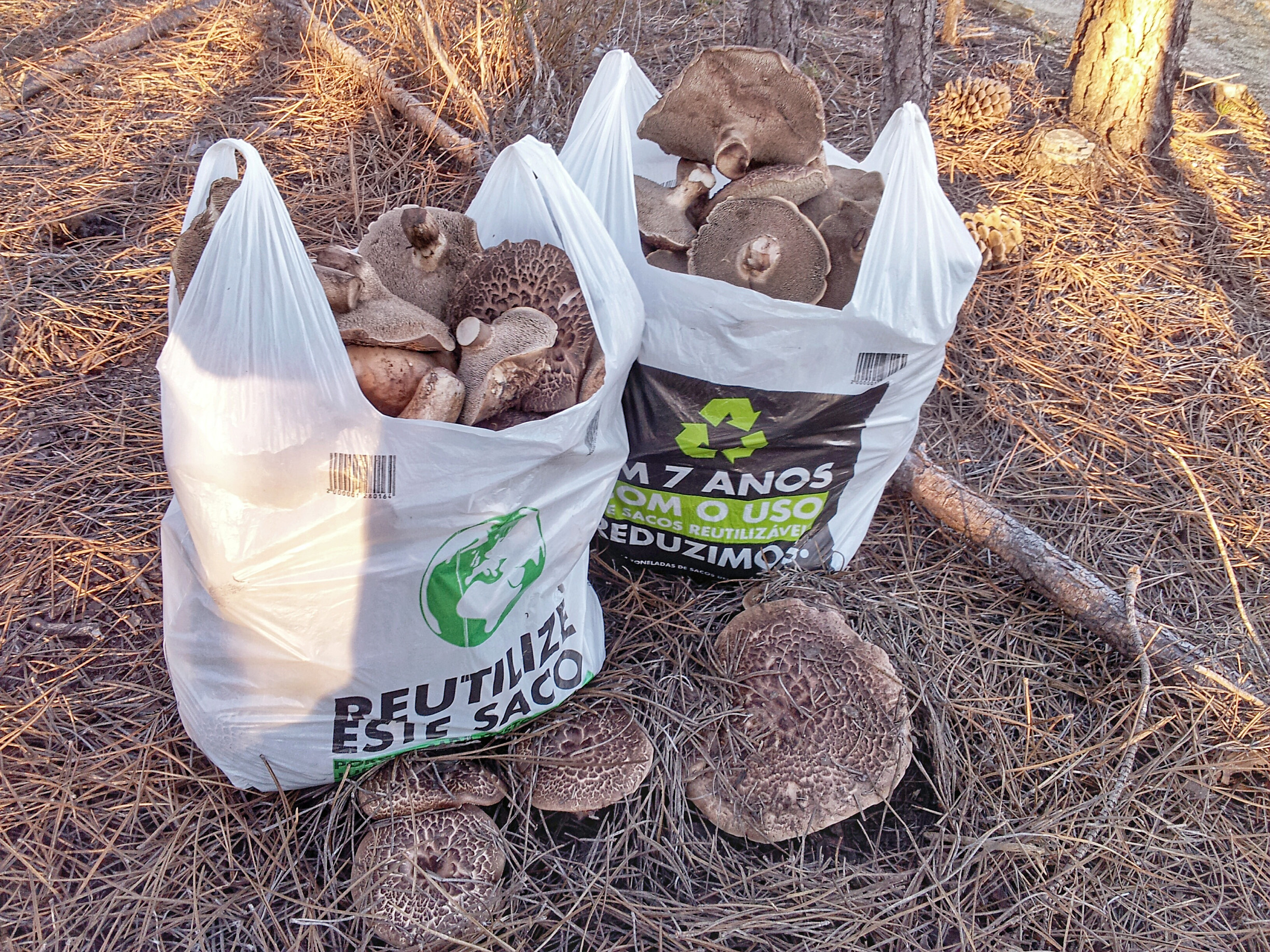
Recoltă de porcani

Pentru a obține o mâncare savuroasă, se aleg numai exemplare tinere ale ciuperci și solzii de pe cuticulă sunt de îndepărtat. Datorit aromei ei, ea se potrivește pentru adăugarea la supe, sosuri de carne, în special de vânat precum în găluște de pâine sau chiftele. Mai departe, buretele uliului poate fi preparat ca Duxelles (un fel de zacuscă de ciuperci), și este, uscat precum spulberat, un burete de condimentare excelent. Exemplare mari și bătrâne trebuie mai întâi limpezite în apă respectiv opărite pentru a scoate amăria. Apoi se pot conserva în ulei, oțet sau sare.
Sarcodon imbricatus a fost ciuperca anului 1996 în Germania și este o ciupercă acolo protejată.